# چاینا های-تک
چاینا های-تک (انگلیسی: China Hi-Tech) شرکت خوشه‌ای چینی است، که در سال ۱۹۹۸ تأسیس شد.